# Heydeniopsis cleonymoides
Heydeniopsis cleonymoides är en stekelart som beskrevs av Karl-Johan Hedqvist 1961. Heydeniopsis cleonymoides ingår i släktet Heydeniopsis och familjen puppglanssteklar.
Artens utbredningsområde är Sverige. Arten är reproducerande i Sverige. Inga underarter finns listade i Catalogue of Life.